# Irodiada
Irodiada (în greacă Ἡρωδιάς, transliterat: Hērōdiás; c. 15 î.Hr. — după 39 AD) a fost o prințesă a dinastiei irodiene a Iudeei în timpul stăpânirii acestei provincii de către Imperiul Roman.

## Relații de familie
- Fiica lui Aristobul al IV-lea și a soției lui, Berenice.
- Sora lui Irod al V-lea (rege al Regatului Chalcis), Irod Agrippa (regele Iudeei), Aristobulus Minor și a Mariamnei a III-a (soția prințului moștenitor Antipater și, după executarea lui de către Irod cel Mare, probabil prima soție a lui Irod Archelaus, principalul moștenitor al lui Irod cel Mare și etnarh al Iudeei).

## Căsătorii

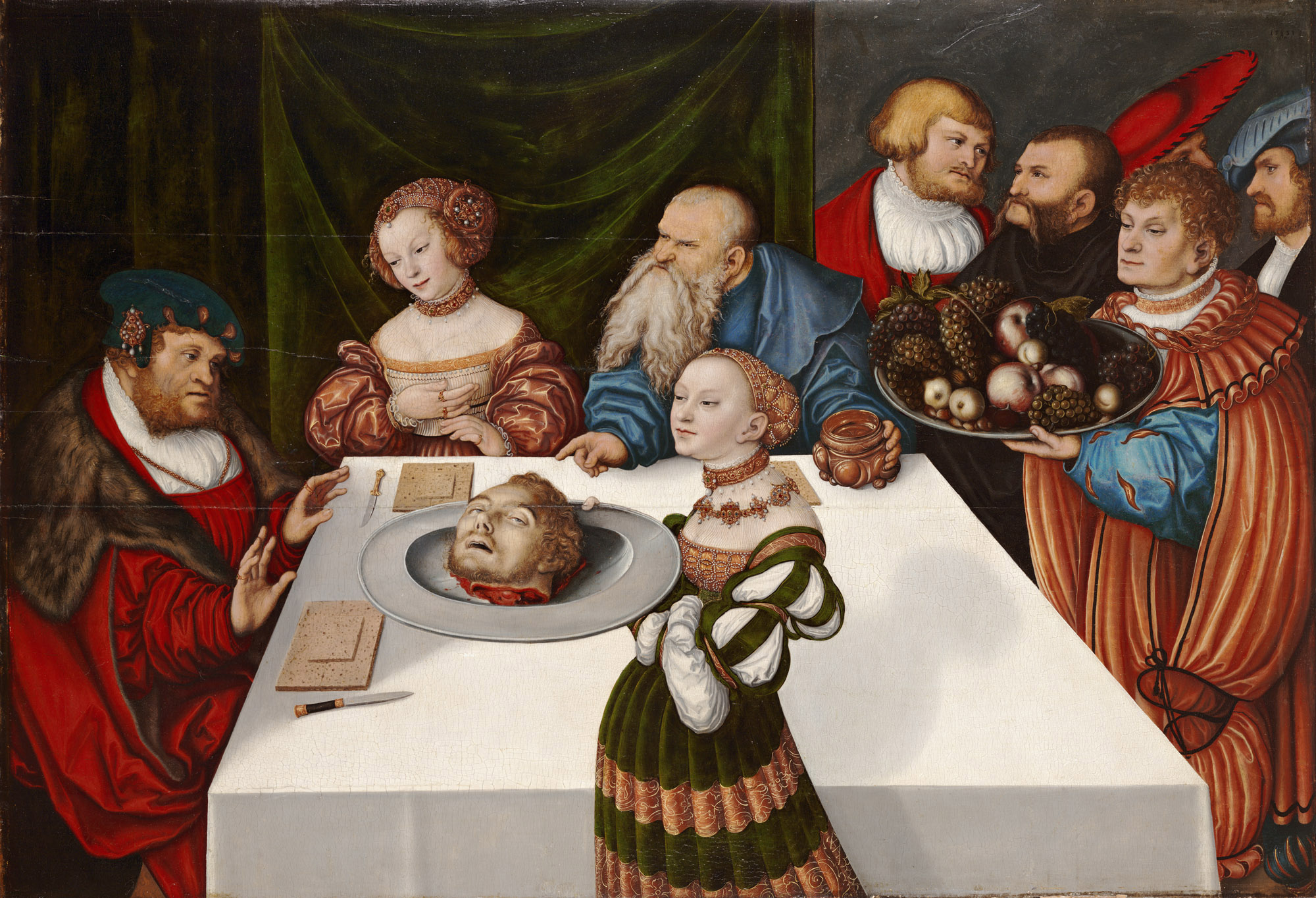
Ospățul lui Irod, Lucas Cranach cel Bătrân, 1531

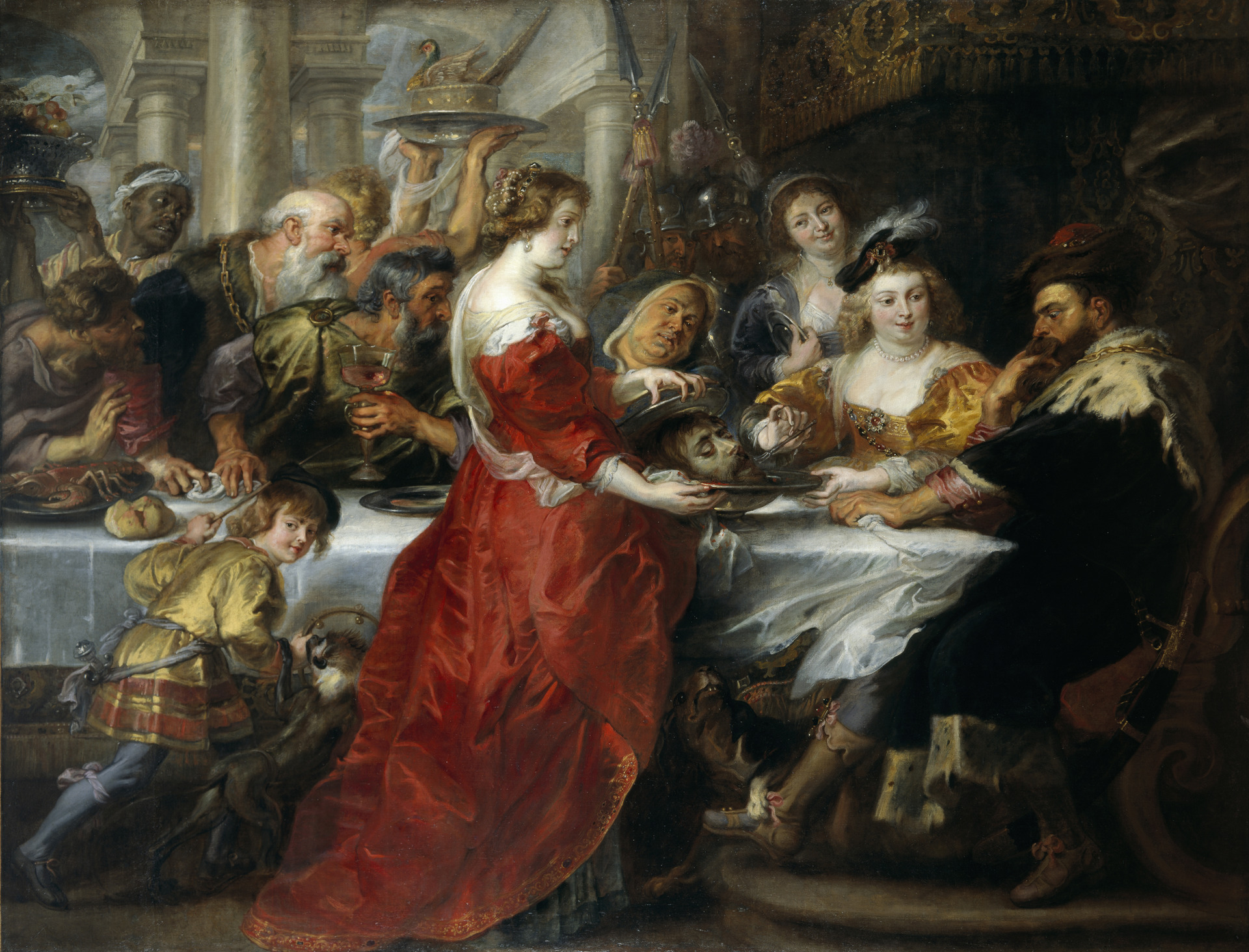
Ospățul lui Irod, Peter Paul Rubens

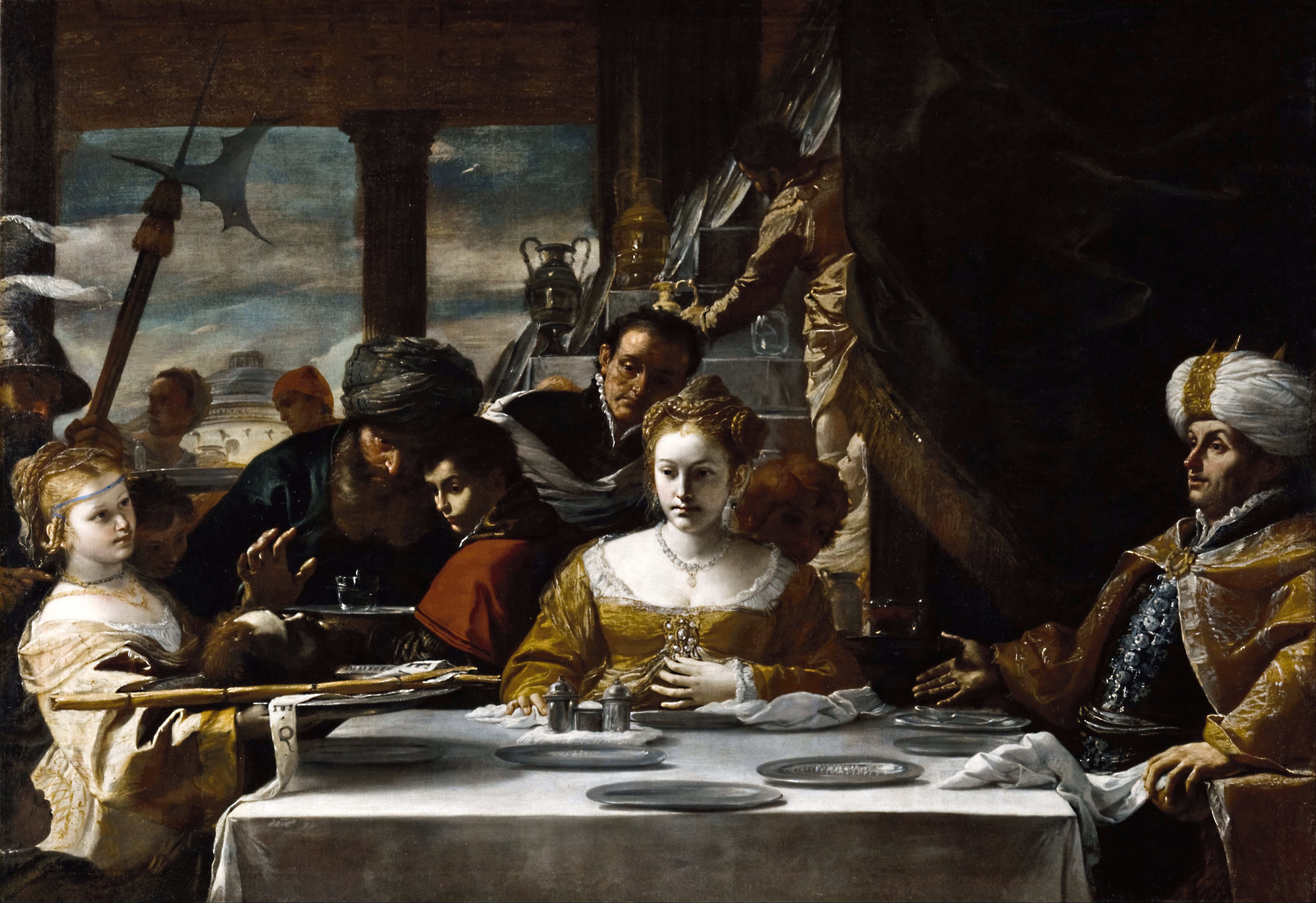
Ospățul lui Irod, Mattia Preti, c. 1660

### Irod al II-lea
Executarea de către Irod cel Mare a fiilor săi, Alexandru și Aristobul al IV-lea, în anul 7 î.Hr., a lăsat-o orfană pe Irodiada. Irod a logodit-o cu Irod al II-lea (născut cca. 27 î.Hr.; mort în 33 A.D.), unchiul ei vitreg. Acestei căsătorii i s-a opus Antipater al II-lea, fiul cel mai mare al lui Irod cel Mare, iar astfel Irod l-a retrogradat pe Irod al II-lea pe locul al doilea în linia de succesiune la tron. Executarea lui Antipater în anul 4 î.Hr. pentru că a complotat la otrăvirea tatălui său l-a transformat pe Irod al II-lea principal moștenitor la tron, dar cunoașterea de către mama lui a complotului pentru otrăvire și neputința de a-l opri a determinat înlăturarea sa din această poziție prin testamentul lui Irod elaborat cu doar câteva zile înainte de a muri.
Evanghelia lui Marcu afirmă că Irodiada a fost căsătorită cu Filip, de aceea unii cercetători au argumentat că numele lui Irod al II-lea a fost Irod Filip (a nu se confunda cu Filip Tetrarhul, pe care unii autori l-au numit Irod Filip al II-lea). Mulți cercetători contestă acest lucru, cu toate acestea, și cred că a fost o eroare, teorie susținută de faptul că Evanghelia după Luca înlătură numele Filip. Pentru că el a fost nepotul marelui preot Simon Boethus el este uneori descris ca Irod Boethus, dar nu există nicio dovadă că a fost cunoscut sub acest nume.
A existat o fiică din această căsătorie, Salomeea.

Irodiada a divorțat mai târziu de Irod al II-lea, deși nu este clar când au divorțat. Potrivit istoricului Iosephus Flavius:
Irodiada a încălcat legile țării noastre, a divorțat de soțul ei în timp ce el era în viață și s-a căsătorit cu Irod Antipa.

### Irod Antipa
Cel de-al doilea soț al Irodiadei a fost Irod Antipa (născut înainte de 20 î.Hr.; a murit după 39 A.D.), fratele vitreg al lui Irod al II-lea (primul ei soț). El este cel mai bine cunoscut astăzi pentru rolul avut în evenimentele care au dus la execuțiile lui Ioan Botezătorul și Isus din Nazaret.
Antipa a divorțat de prima lui soție, Phasaelis, fiica regelui Aretas al IV-lea al Nabateei, în favoarea Irodiadei. Potrivit cercetătorilor biblici ai Evangheliei după Matei  și Evangheliei după Luca, această propusă căsătorie a fost criticată public de Ioan Botezătorul. În afară de provocarea unui conflict cu Botezătorul, divorțul tetrarhului a adăugat o nemulțumire personală la disputele anterioare cu Aretas cu privire la teritoriul de la granița cu Perea și Nabateea. Rezultatul a fost un război care s-au dovedit dezastruos pentru Antipa; o contraofensivă romană a fost ordonată de Tiberius, dar a fost abandonată după moartea împăratului în 37 A.D. În 39 A.D. Antipa a fost acuzat de către nepotul lui, Irod Agrippa I, de conspirație împotriva noului împărat roman Caligula, care l-a trimis în exil în Galia. El a fost însoțit acolo de Irodiada, care a murit la o dată necunoscută.
Nu se știe dacă Irodiada a avut vreun copil cu cel de-al doilea soț, Irod Antipa.

## În Evanghelii

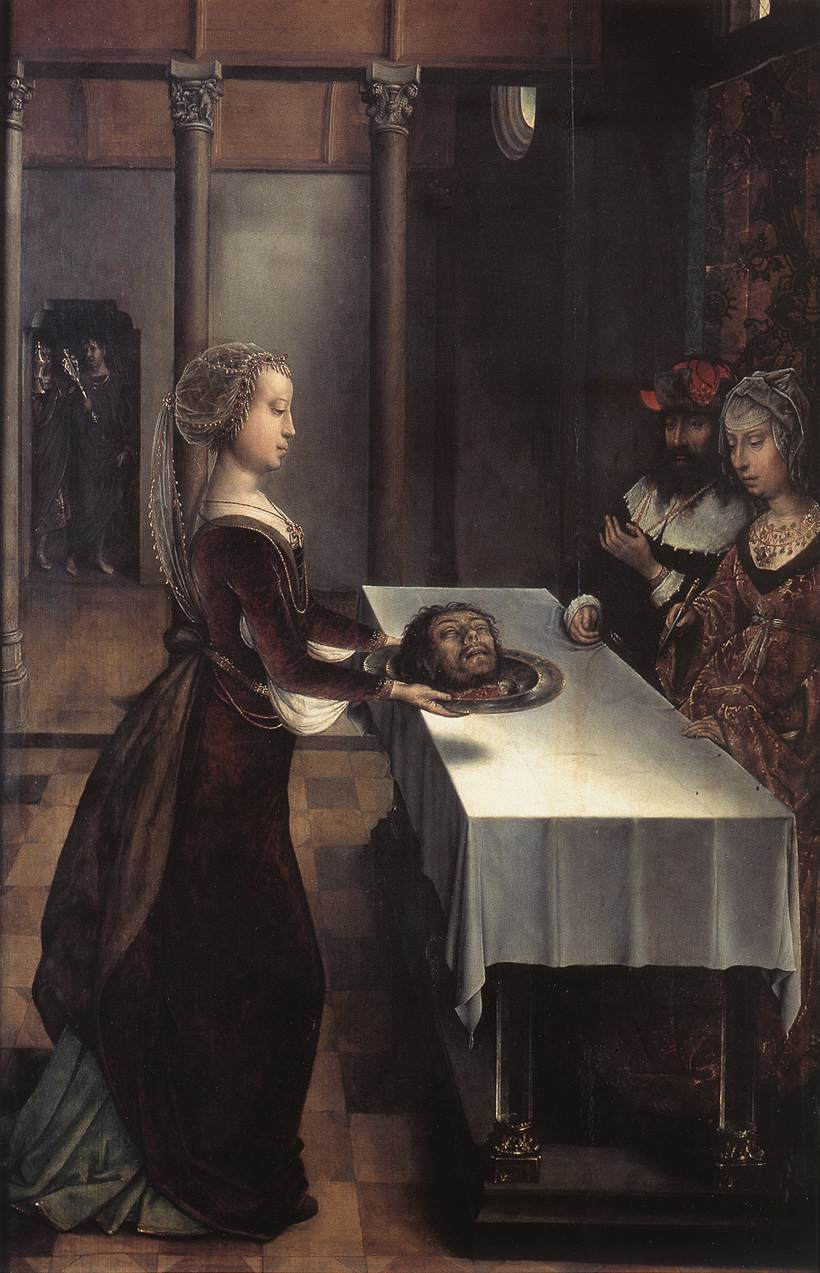
Salomeea aduce capul lui Ioan Botezătorul, Juan de Flandes, 1496

În Evangheliile după Matei și Marcu, Irodiada joacă un rol major în executarea lui Ioan Botezătorul, folosind dansul fiicei sale în fața lui Irod Antipa și a oaspeților săi pentru a cere capul Botezătorului ca răsplată. Antipa nu a vrut să poruncească să i se taie capul lui Ioan Botezătorul, pentru că tetrarhului îi plăcea să asculte predicile Botezătorului (Marcu 6:20). În plus, Antipa s-ar fi temut că, dacă Ioan Botezătorul ar fi fost ucis, urmașii lui s-ar revolta.

### Cercetări biblice moderne
Unii cercetători biblici s-au întrebat dacă Evangheliile dau informații istorice exacte cu privire la execuția lui Ioan Botezătorul. Potrivit istoricului antic Iosephus Flavius, Ioan Botezătorul a fost condamnat la moarte de către Antipa pentru că se temea de influența provocatoare a proorocului. Unii exegeți cred că conflictul dintre Antipa și Ioan Botezătorul, așa cum a fost prezentat în Evanghelii, ar fi asemănător cu lupta politică și religioasă ce i-a opus pe monarhii israeliți Ahab și Izabela și pe profetul Ilie.

## În literatura medievală
În Europa medievală a existat o credință larg răspândită că Irodiada ar fi fost conducătoarea cu puteri supranaturale a unui cult al vrăjitoarelor, fiind asemănătoare cu Diana, Holda și Abundia.

## În artă
Împreună cu Salomeea, Irodiada a fost un subiect frecvent în reprezentațiile dedicate Puterii femeilor în Evul Mediu târziu și în perioada Renașterii. Momentul cel mai frecvent reprezentat în care apare Irodiada este Ospățul lui Irod, în care Salomeea prezintă mamei sale capul tăiat al lui Ioan pe o tipsie, cu prilejul ospățului organizat în cinstea lui Irod Antipa.

## Irodiada în ficțiune
- Hérodiade, operă de Jules Massenet.
- Hérodias, povestire de Gustave Flaubert, una dintre cele Trei Povești (Trois contes), publicate în 1877.
- Salome: The Wandering Jewess. My First 2,000 Years of Love, de George Sylvester Viereck, 1930.
- Salomeea, piesă de teatru a lui Oscar Wilde, publicată în limba franceză (1894), tradusă în limba engleză de către Lordul Alfred Douglas, 1895.
- Salomeea, operă de Richard Strauss, bazată pe o traducere în limba germană (de Hedwig Lachmann, bunica lui Mike Nichols) a piesei lui Oscar Wilde.
- Salomeea, o operă a compozitorului francez Antoine Mariotte, după un libret francez inspirat din piesa lui Oscar Wilde.
- Salome, cântec al trupei irlandeze de muzică rock U2.
- În Parsifal, opera lui Richard Wagner, se dezvăluie în actul al doilea că personajul principal feminin Kundry este Irodiada. Ea ar fi fost blestemată să fie nemuritoare și niciodată să nu aibă parte de odihnă pentru că l-ar fi văzut pe Isus răstignit pe cruce și ar fi râs de suferințele lui. Ea își găsește mântuirea, în cele din urmă, prin acțiunile lui Parsifal.
- Irodiada este numele unui diavol proscris din jocul de roluri Dungeons & Dragons.

## Legături externe
- Herodias, A Dramatic Poem Arhivat în 10 decembrie 2012, la Archive.is by Joseph Converse Heywood.
- Herodias (third of the Three Tales) Arhivat în 16 decembrie 2012, la Archive.is, by Gustave Flaubert (English).